# 勞西茨邊疆區

勞西茨邊疆區之位置

勞西茨邊疆區/侯國（德語：Mark(grafschaft) Lausitz）是神圣罗马帝国在波拉比安斯拉夫人定居的土地（勞西茨）上建立的的东部邊疆區。它于965年在广阔的哲羅邊疆區中建立，並由几个薩克森王朝的侯爵统治，其中包括韦廷家族。领主地位遭到了波兰国王和勃兰登堡的阿斯坎尼家族的争夺。勞西茨邊疆區剩下的领土最终在1367年并入了波希米亚王冠領。